# Pietro da Gubbio
Pietro da Gubbio (Gubbio, ... - Gubbio , cerca de 1306) era um religioso italiano. Sacerdote da Ordem de Santo Agostinho, seu culto como beato foi confirmado pelo Papa Pio IX em 1847.

## Biografia
Segundo os historiadores do século XVII Ludovico Jacobilli e Luigi Torelli, Pietro pertencia à família Ghisenghi, estudou em Perugia e Paris, obteve o doutorado em Direito e, voltando à sua terra natal, abraçou a vida religiosa entre os eremitas da congregação Brettino no convento de Sant'Agostino em Gubbio.
Depois de 1256, quando o brettinês se juntou a outras congregações da ordem agostiniana, ele teria sido nomeado provincial da França, mas a notícia (relatada apenas por Jacobilli) parece não ter fundamento.  

## O culto
O nome de Pietro é lembrado entre os eremitas da vida santa desde o século XIV (o agostiniano Enrico d'Alemagna, falecido em 1344, menciona-o em seu Tractatus deigine et progressu Ordinis fratrum eremitarum Sancti Augustini). Seu corpo, inicialmente enterrado na tumba comum dos frades, foi então transferido para a capela da Samaritana na igreja de Sant'Agostino e em 1666 foi transferido para a capela de San Tommaso di Villanova.
O Papa Pio IX, por decreto de 5 de março de 1847, confirmou o culto com o título de beato.
Seu elogio pode ser lido no martirológio romano em 23 de março.